# Фильмар, Вильгельм (певец)
Вильгельм Фильмар (нем. Wilhelm Vilmar, настоящая фамилия Фихофф, нем. Viehoff; 4 декабря 1854, Трир — после 1934) — немецкий оперный певец (бас-баритон) и вокальный педагог. Сын педагога Генриха Фихоффа.
С 1883 года учился оперному пению в Кёльне у Бенно Штольценберга, в течение года был ассистентом преподавателя в Кёльнской консерватории. В 1888 году дебютировал на оперной сцене в Штеттине, летом 1889 года пел на сцене берлинской Кролль-оперы. В 1889—1890 гг. солист Вюрцбургской оперы, в 1890—1891 гг. в Любеке, в 1891—1893 гг. в Дюссельдорфе. В 1893—1901 гг. солист Гамбургской оперы, с 1898 года работал также как оперный режиссёр.
После 1901 года занимался педагогической работой в Гамбурге. Среди его учеников Фридрих Вейдеман, Фриц Виндгассен, Альберт Райсс, Пауль Визендангер и другие заметные исполнители.